# Cloeodes waltzi
Cloeodes waltzi is een haft uit de familie Baetidae. De wetenschappelijke naam van de soort is voor het eerst geldig gepubliceerd in 2000 door Wiersema & Baumgardner.
De soort komt voor in het Nearctisch gebied.